# Webley Police & Civilian
Le Webley Police & Civilian est un revolver léger de défense personnelle et police.

## Mécanisme
Ces révolvers britanniques possèdent tous une crosse courte et un mécanisme à double action. Comme tout revolver à brisure, le barillet est solidaire du canon et l'ensemble bascule vers le bas (verrou situé à gauche) pour le chargement et le déchargement de l'arme. En fin de course d'ouverture, ce rochet se débraye par l'entremise d'un cran, permettant à l'étoile de revenir en place pour le rechargement. Les organes de visée sont fixes. Les plaquettes de crosse sont en caoutchouc durci.

## Variantes
La firme Webley & Scott (en) fabriqua  55000 Police & Civilian de 1896 à 1939 sous la forme des :
- Le  « MK 2 » fut proposé en premier avec une seule longueur de canon. Rapidement remplacé  par le suivant (1000 revolvers seulement).
- Le « MK  3 » fut le plus courant. Amélioration de la forme de la crosse et de la fixation du barillet. Vendu avec  trois longueurs de canon.
- Le « MK  3 Target » fut produit pour le tir sportif avec un canon long et une hausse réglable.

## Dans la culture populaire
Le « Webley MK 3 P&C» est connu de nombreux téléspectateurs pour avoir armé 
Emma Peel. Il apparut aussi dans Indiana Jones et le Temple maudit.

## Données numériques
« Mk 2 P&C » :
- Longueur de : 20,5 cm
- Canon de : 10,2 cm
- Masse à vide  de : 545 g
- Capacité de : 6 coups de .38 S&W

« Mk 3 P&C » :
- Longueur de : 19,5/21/26 cm
- Canon de : 7,6/10,2/15,2 cm
- Masse à vide  de : 530/570/590 g
- Capacité de : 6 coups de .38 S&W